# ロルフ・クライネルト
ロルフ・クライネルト（Rolf Kleinert, 1911年11月24日 - 1975年1月20日）は、ドイツの指揮者。
ドレスデンの生まれ。1931年から1933年までザクセン国立歌劇場附属のオーケストラ学校でフリッツ・ブッシュ、クルト・シュトリーグラー、ヘルマン・ルートヴィヒ・クッチュバッハらに学び、指揮法の他にピアノ、ヴァイオリン、オーボエやトランペットなどの演奏法を会得した。
卒業後はフライブルクの歌劇場やブランデンブルク市立劇場のコンサートなどを指揮したが、第二次世界大戦の為に1941年に一時的に活動を中断した。
1947年からライプツィヒ放送のオーケストラの指揮者となり、1949年から1952年までゲルリッツ歌劇場の音楽監督に転出。
1952年からベルリン放送交響楽団の指揮台に立つようになり、当時首席指揮者だったヘルマン・アーベントロートが亡くなったのを受けて、1959年からその後任となった。しかし、その任期中にベルリンで急逝し、ベルリン放送交響楽団のポストはハインツ・レーグナーに引き継がれることになった。